# یواخیم ورنر
یواخیم ورنر (انگلیسی: Joachim Werner; ۱۹ ژوئیهٔ ۱۹۳۹ – ۱۰ ژوئیهٔ ۲۰۱۰) قایقران روئینگ اهل آلمان بود.
وی در مسابقات کشوری و بین‌المللی در مجموع برندهٔ ۲ مدال طلا، ۱ مدال نقره شده‌است.